# Legendary (deadmau5)
Legendary è un singolo realizzato dal produttore discografico canadese deadmau5 e dal rapper inglese Shotty Horroh.

## Descrizione
La collaborazione è stata confermata durante uno streaming su Twitch durante il 2016. Un'anteprima della canzone è stata poi caricata sul canale YouTube di Zimmerman il 21 dicembre dello stesso anno. L'anteprima conteneva una linea vocale di Donald Trump, che è stata rimossa nella versione finale.
Il videoclip mostra Shotty Horroh che rappa in più luoghi separati. Mostra anche frammenti di Zimmerman che lavora nel suo studio, insieme a vari screenshot di Tweet e commenti ricevuti su YouTube.

## Tracce
1. Legendary